# Левицький Остап Михайлович
Оста́п Леви́цький (2 жовтня 1839, село Раковець, нині Городенківського району — 12/13 червня 1903, Станиславів, нині Івано-Франківськ) — український педагог, письменник, перекладач, громадсько-культурний діяч. Літературний псевдонім — Остап Ковбасюк, Столярченко, Кравченко.

## Біографія
Навчався в гімназіях Бучача, Коломиї, Львова, Станиславова.
1869 року закінчив філософський факультет Львівського університету. Працював учителем гімназій. Від 1878 року і до кінця життя викладав польську, німецьку та українську мови в реальній школі Станиславова (за іншими даними, також викладав у цісарсько-королівській гімназії в місті).
Активно працював у філії «Просвіти» та «Руської Бесіди». Популяризував творчість Тараса Шевченка. 9 березня 1879 року на загальних зборах членів станіславівської «Просвіти» виступив з популярним викладом, присвяченим Кобзареві. 1869 року у часописі «Правда» опублікував поему «Тарас!».
Помер і похований у Станиславові.

## Творчість
Почав писати польською мовою (сатирично-гумористична поема «Біженці», 1863), а з 1867 року — українською мовою: поезії «Під вечір», «Любов» та ін.
Перекладав твори Генріха Гейне, п'єси Йоганна Вольфганга Гете, Готгольда Лессінга, переробив на мелодраму оперу Станіслава Монюшка «Галька» (для галицького театру).
Написав «Читанку руську для четвертої кляси шкіл народних в Галичині». Редагував часопис «Золота грамота», співпрацював із часописами «Dziennik polski», «Страхопуд» (Відень, помічник редактора від 1867 року), «Русь» (Львів).